# Achryson quadrimaculatum
Achryson quadrimaculatum es una especie de escarabajo longicornio de la subfamilia Cerambycinae, tribu Achrysonini. Fue descrita científicamente por Fabricius en 1793.
Se distribuye por Argentina, Aruba, Bolivia, Brasil, Colombia, Costa Rica, El Salvador, Guadalupe, Guatemala, Guyana, Trinidad y Tobago y Venezuela. Mide aproximadamente 6,78-16 milímetros de longitud. El período de vuelo de esta especie ocurre en todos los meses del año.